# Xirókambos (ort i Grekland, Sydegeiska öarna)
Xirókambos är en ort i Grekland.   Den ligger i prefekturen Nomós Dodekanísou och regionen Sydegeiska öarna, i den östra delen av landet, 300 km öster om huvudstaden Aten. Xirókambos ligger 95 meter över havet och antalet invånare är 879. Den ligger på ön Léros Island.
Terrängen runt Xirókambos är kuperad västerut, men åt nordost är den platt. Havet är nära Xirókambos åt sydost. Runt Xirókambos är det ganska tätbefolkat, med 120 invånare per kvadratkilometer. Närmaste större samhälle är Kalymnos, 19,6 km sydost om Xirókambos. 